# 米拉蒙达斯塔拉克
米拉蒙达斯塔拉克（法語：Miramont-d'Astarac，法語發音：[miʁamɔ̃ dastaʁak]）是法国热尔省的一个市镇，属于米朗德区。

## 地理
米拉蒙达斯塔拉克（43°32'47"N, 0°28'9"E）面积14.73 平方千米，位于法国奧克西塔尼大區热尔省，该省份为法国西南部内陆省份，北起顺时针与洛特-加龙省、塔恩-加龙省、上加龙省、上比利牛斯省、大西洋比利牛斯省和朗德省接壤。
与米拉蒙达斯塔拉克接壤的市镇（或旧市镇、城区）包括：伊德拉克-雷斯帕耶斯、拉贝让、拉马泽尔、米朗德、穆谢斯、圣让勒孔塔勒。

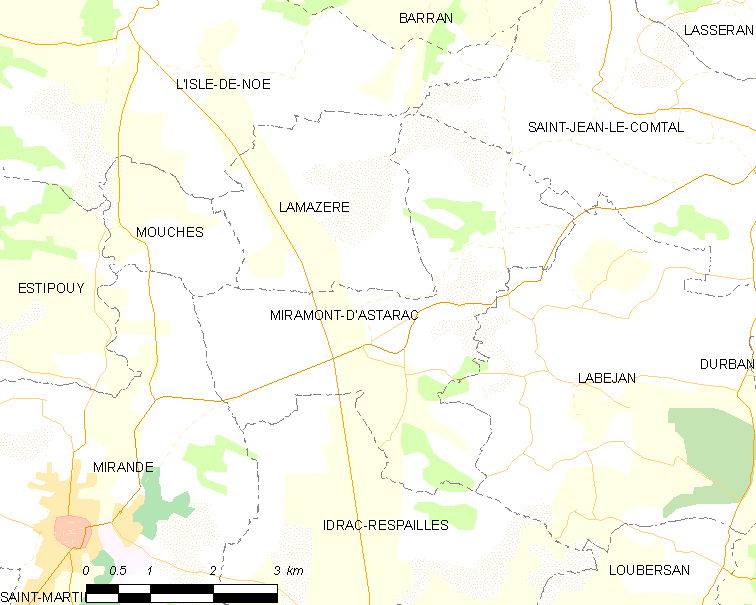
米拉蒙达斯塔拉克的OSM定位图

米拉蒙达斯塔拉克的时区为UTC+01:00、UTC+02:00（夏令时）。

## 行政
米拉蒙达斯塔拉克的邮政编码为32300，INSEE市镇编码为32254。

## 政治
米拉蒙达斯塔拉克所属的省级选区为米朗德-阿斯塔拉克县。

## 人口

1962-2008年间米拉蒙达斯塔拉克人口变化图示

米拉蒙达斯塔拉克于2022年1月1日时的人口数量为351人。